# Балічі
Балічі (груз. ბალიჭი) — село в Грузії.
За даними перепису населення 2014 року в селі проживає 783 особи.